# Universitat de KwaZulu-Natal
La Universitat de KwaZulu-Natal (en anglès, University of KwaZulu-Natal, en afrikáans, Universiteit van KwaZulu-Natal) és una universitat sud-africana que es troba a la província de KwaZulu-Natal, amb seus a Durban, Westville, Pinetown i Pietermaritzburg. Es va fundar l'1 de gener de 2004, fruit de la fusió de les universitats de Natal i Durban-Westville.